# Vodopád Kamieńczyka
Vodopád Kamieńczyka (polsky Wodospad Kamieńczyka, německy Zackelfall) je nejvyšší vodopád v polských Sudetech. Tvoří ho řeka Kamieńczyk, která stéká po třech kaskádách z výšky 27 m. Za prostřední kaskádou se nachází grota, jeskyně, částečně zvětšená Valony, kteří v ní před lety těžili ametysty a pegmatit. Grota má jméno Zlatá jáma (polsky Złotą Jamą).
Poblíž vodopádu se nachází turistická chata Schronisko „Kamieńczyk“.
Andrew Adamson zde v roce 2007 natáčel několik scén do filmu Letopisy Narnie: Princ Kaspian.

## Kaňon
Pod vodopádem se také nachází 100 m dlouhý kaňon. Jeho šířka u vodopádu dosahuje 15 m, avšak směrem dolů se zužuje na necelé 3 m.
Do kaňonu je možné i vstoupit, ale pouze za předpokladu, že si návštěvníci zakoupí speciální vstupné.

## Přístup
K vodopádu se lze dostat hned po několika turistických značkách:
- turistickou značkou z centra města.
- turistickou značkou, která lemuje celou Szklarskou Porębu a později se napojuje na , která vede přímo k vodopádu.
- turistickou značkou ze Schroniska Hala Szrenicka.

## Galerie

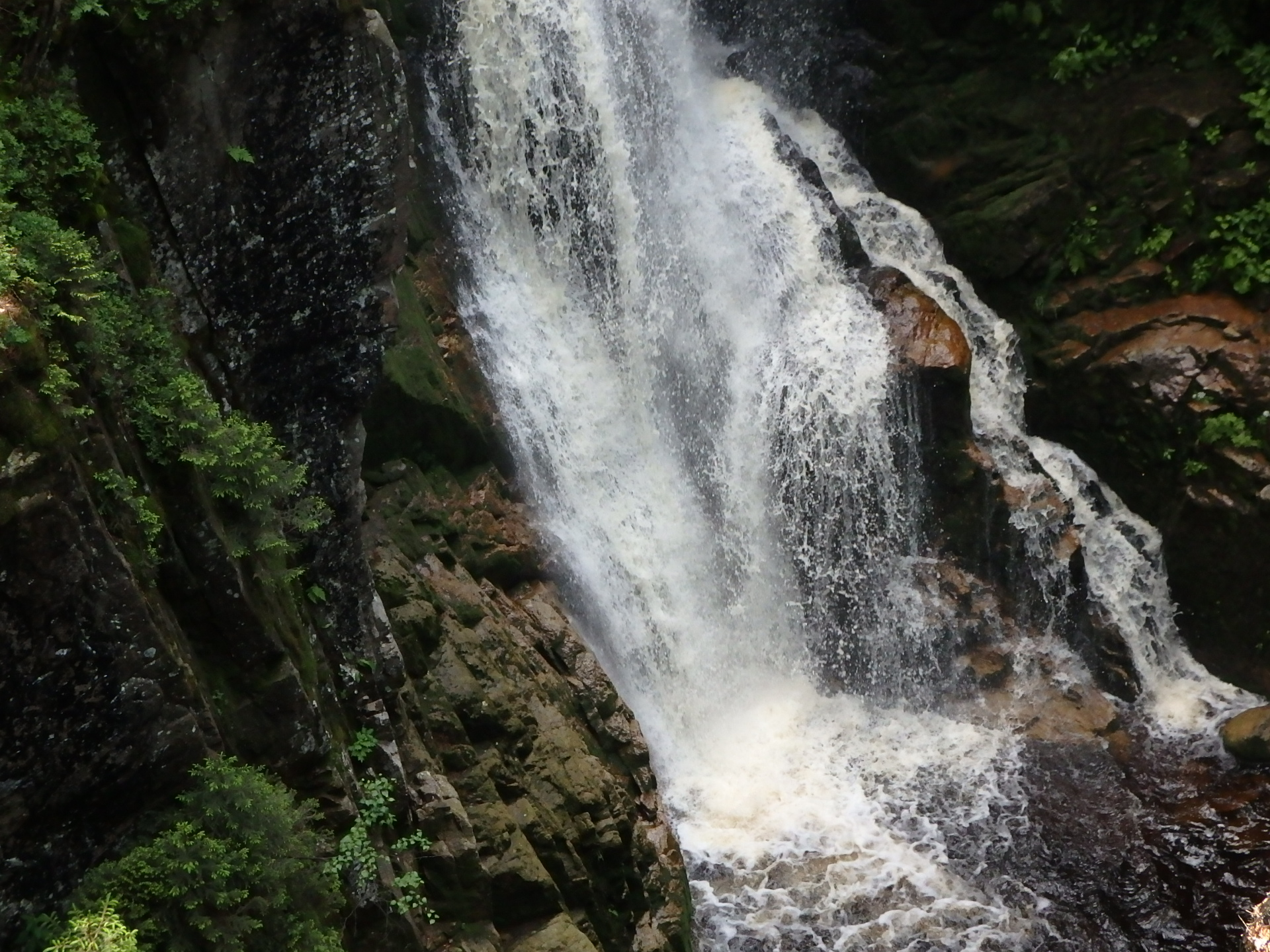
Kamieńczyk vlévající se do soutěsky
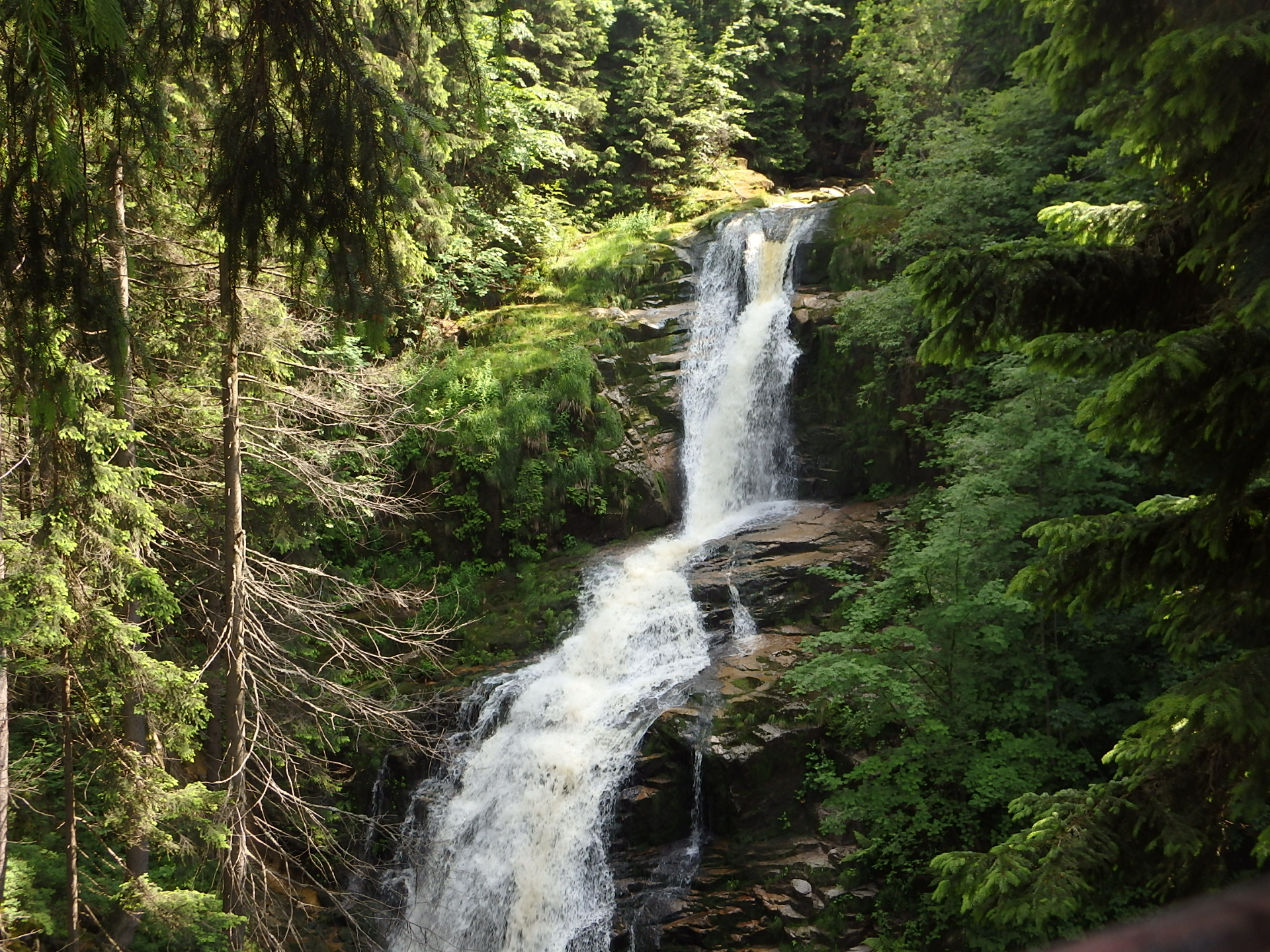
Pohled na celý vodopád
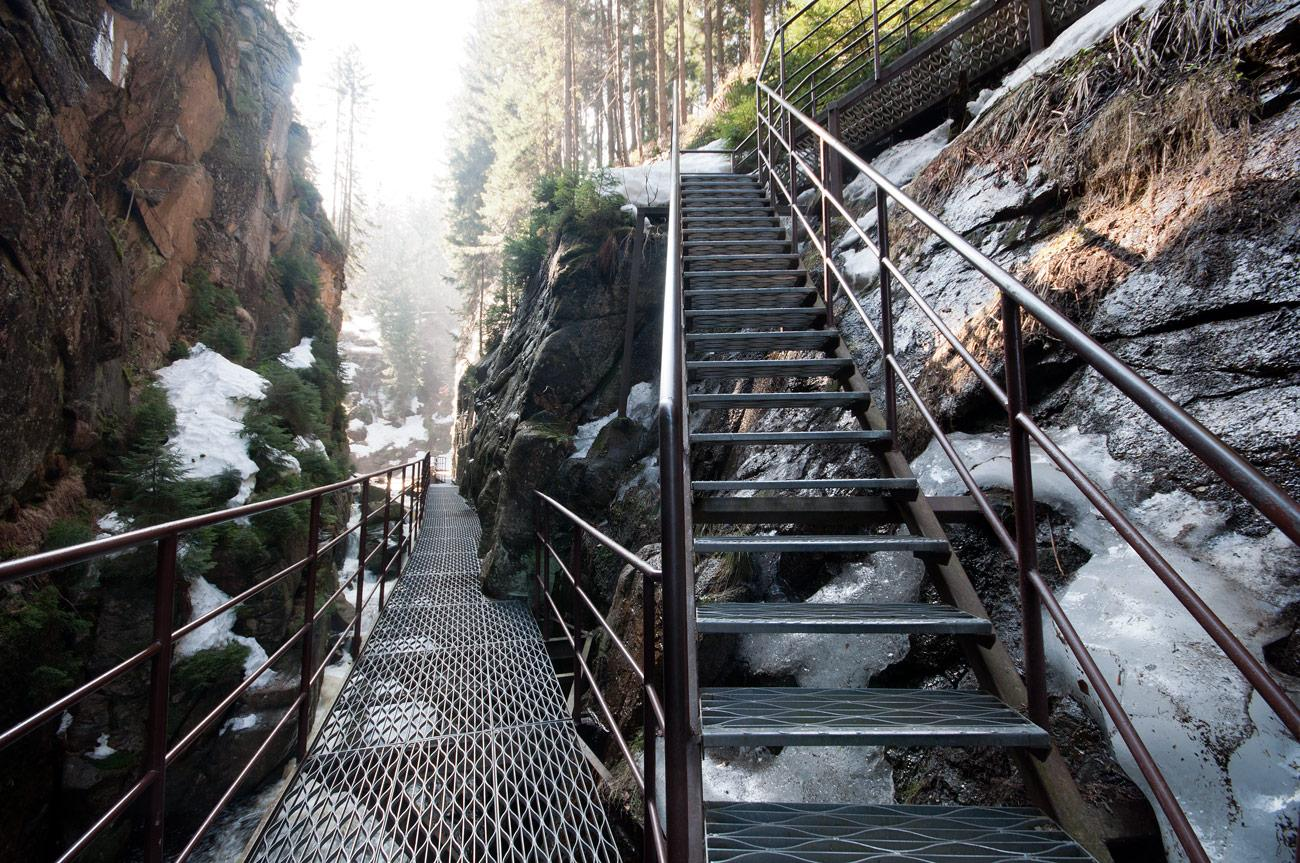
Ocelové schody vedoucí do soutěsky
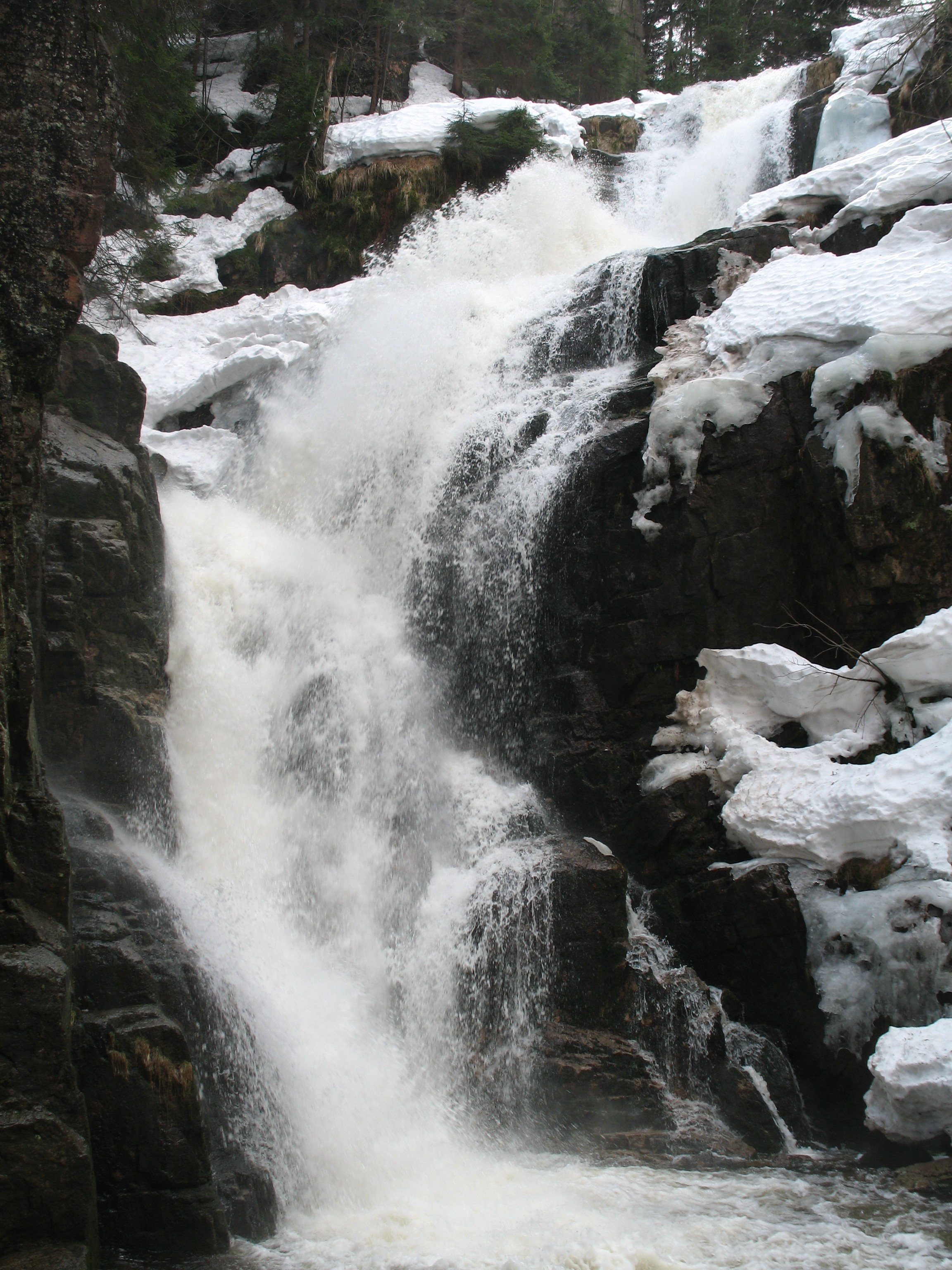
Vodopád v zimě
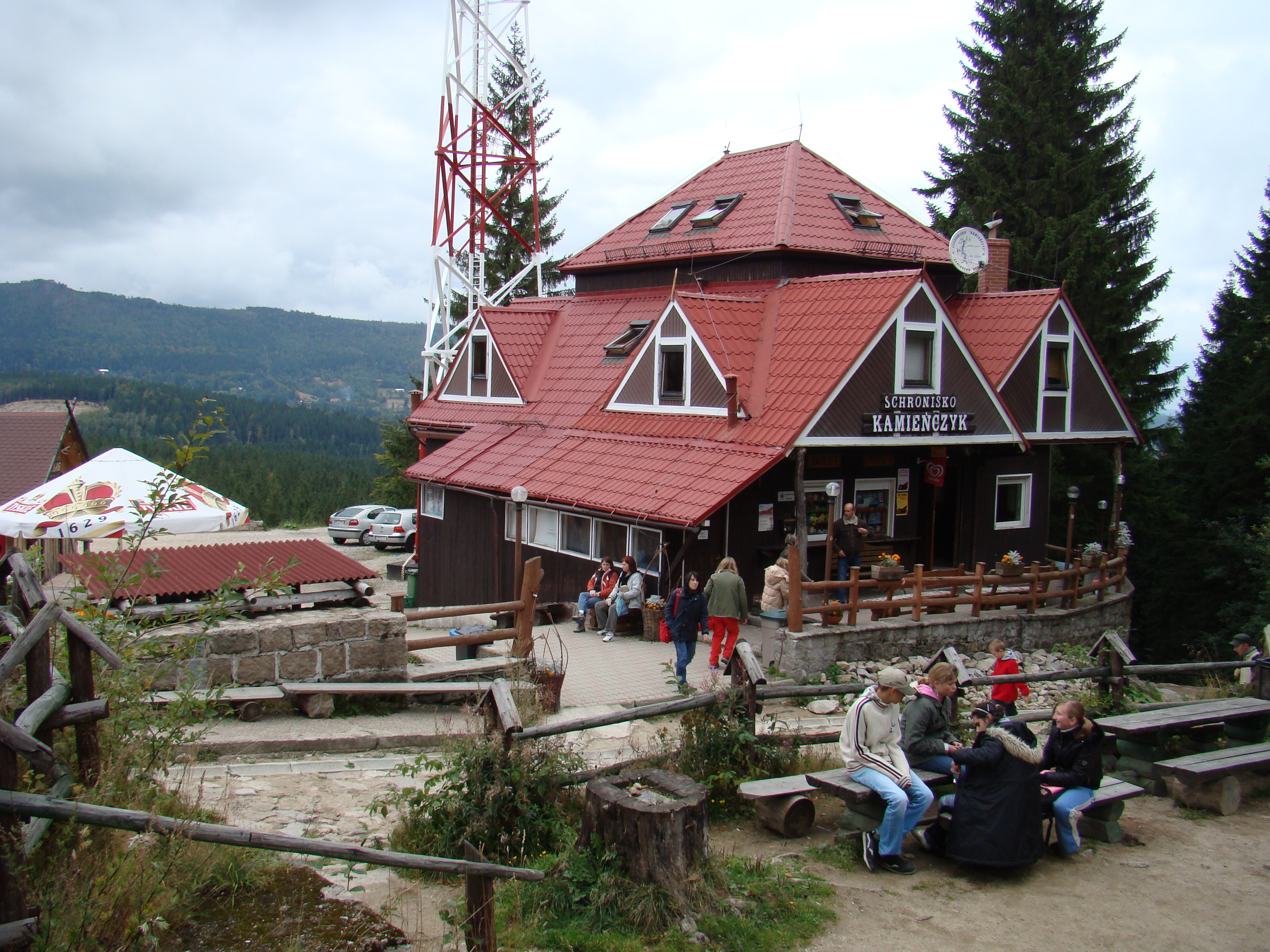
Turistická chata Schronisko „Kamieńczyk“ nacházející se poblíž vodopádu